# Umíráček

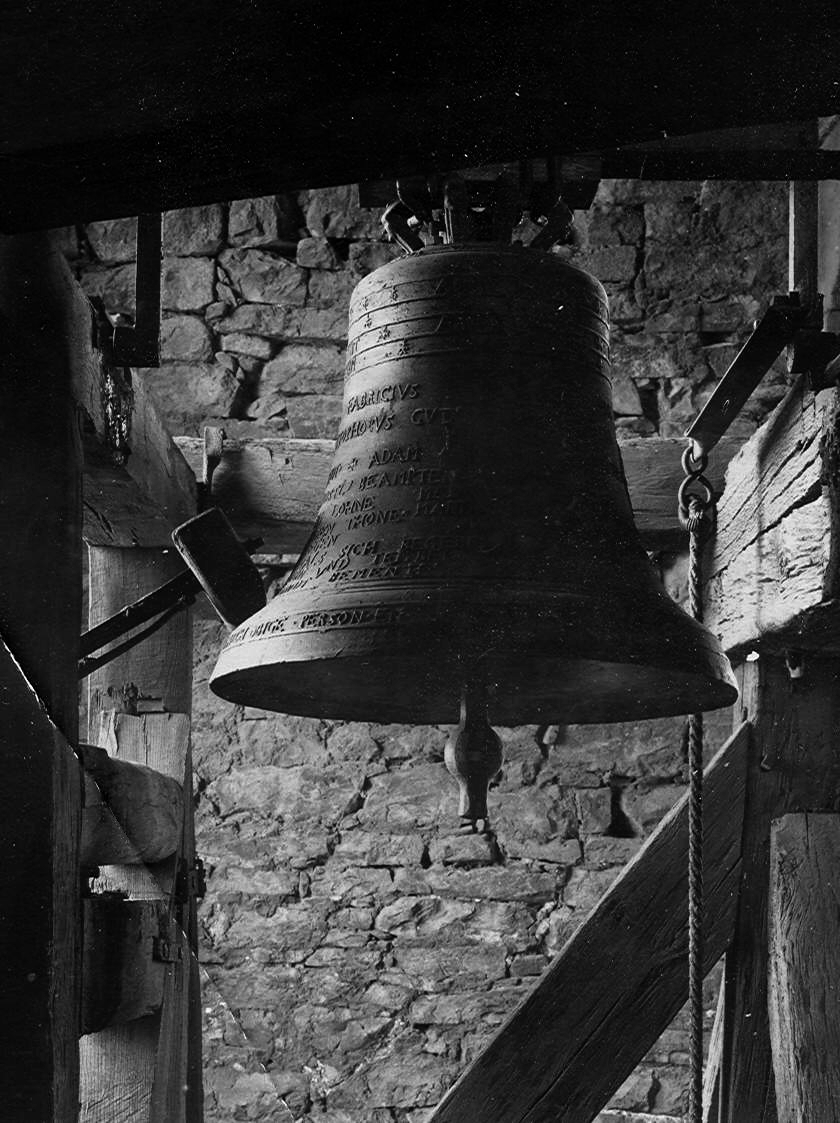
Umíráček v kostele v hesenském městě Homberg v roce 1936

Umíráček se nazývá malý kostelní zvon, sloužící k vyzvánění při úmrtí. Rozlišujeme čtyři druhy úmrtního zvonění:
- umíráček neboli hodinka – zvoní hned po smrti a k jejímu vyzvánění se užívá malého kostelního zvonu, pouze pokud zemře duchovní, k odzvonění úmrtí se vyzvání velkým zvonem.
- hrana – vyzvání se v poledne po úmrtí.
- praepuls (též puls) – zvoní před pohřbem, svolává lid k pohřbu.
- doprovod – vyzvání během pohřbu. Název pochází od staročeského slova provoda, vzpomínka na zemřelé – vzpomeňme na velikonoční koledu: „Hody, hody, do provody!“

## Zajímavosti
- V minulosti panoval zvyk, že zvoník psal zprávy o zemřelých křídou na tabulky, které se vyvěšovaly u zvonice, k níž byl lid svolán hlasem umíráčku (předchůdce dnešních parte).
- Délka a intenzita zvonění závisela samozřejmě jak na množství zvonů, tak především na postavení zemřelé osoby, zvláštní událostí pro vyzvánění byla například smrt panovníka.
- Obecně platila zásada, že zvonění umíráčku nemá být příliš dlouhé, aby se lidé nevyděsili, že jde o šturmovací zvonění na poplach.
- Můžeme poznamenat zvyk z 19. století, kdy se při úmrtí železničáře nezvonilo zvonem a místo toho mu k pohřbu zapískala lokomotiva.
- V některých vesnicích měli také ruční zvonek na poslední odzvonění nemocným, který se vždy přenášel z chalupy do chalupy, kde právě někdo stonal. Lidé pak věřili, že se s ním nesmí zvonit jindy, jinak přivolá nemoc a smrt.

## Hlas umíráčků
Lidé si s oblibou antropomorfizují hlas zvonů a slyší v něm slova nebo i celé věty – a právě pareidolie v hlasu umíráčků jsou velmi časté.
Umíráčky volávají: „Už umřel, už umřel!“ nebo „Už ho nesou, už ho nesou, už ho víckrát neponesou!“ nebo „Umřel, nechtěl, musel!“
O zemřelém chudákovi: „Nic neměl, nic neměl!“, o boháči: „Umřel nám bohatý, nechal nám dukáty!“ nebo známé „Měl pole, role, dům!“, jinde „Umřel pán s paní, - měli pole, luka, dům, - pole, luka, dům!“ apod.
Hřbitovní zvonek se nad příchodem nového obyvatele raduje: „Už přišel, už přišel!“ nebo na něj volá: „Vítám tě, vítám tě!“, při zasypávání rakve pak volá: „Šup tam s ním, šup tam s ním!“